# Stazione di Derby
La stazione di Derby (in francese: gare de Derby) è una fermata ferroviaria situata in località Villaret, presso il bivio per Derby, lungo la SS26, nel comune di La Salle, in Valle d'Aosta; l'impianto si trova lungo la linea Aosta - Pré Saint Didier, la cui gestione è affidata a Rete Ferroviaria Italiana. La stazione è situata in località Cré, ovvero una delle frazioni del comune di La Salle più vicine a Derby.

## Storia
La stazione venne inaugurata nel 1934.
Nel 1968, considerato il diminuito traffico merci, le FS decisero di sopprimere la trazione elettrica semplificando conseguentemente gli impianti di stazione.
Fra il 1991 e il 1992 un'ulteriore semplificazione degli impianti, indotta dall'istituzione del regime di esercizio a spola fra Arvier e Pré-Saint-Didier comportò la trasformazione di Derby in fermata impresenziata.
La Regione Valle d'Aosta ha sospeso l'esercizio sulla linea da Aosta a partire dal 24 dicembre 2015.

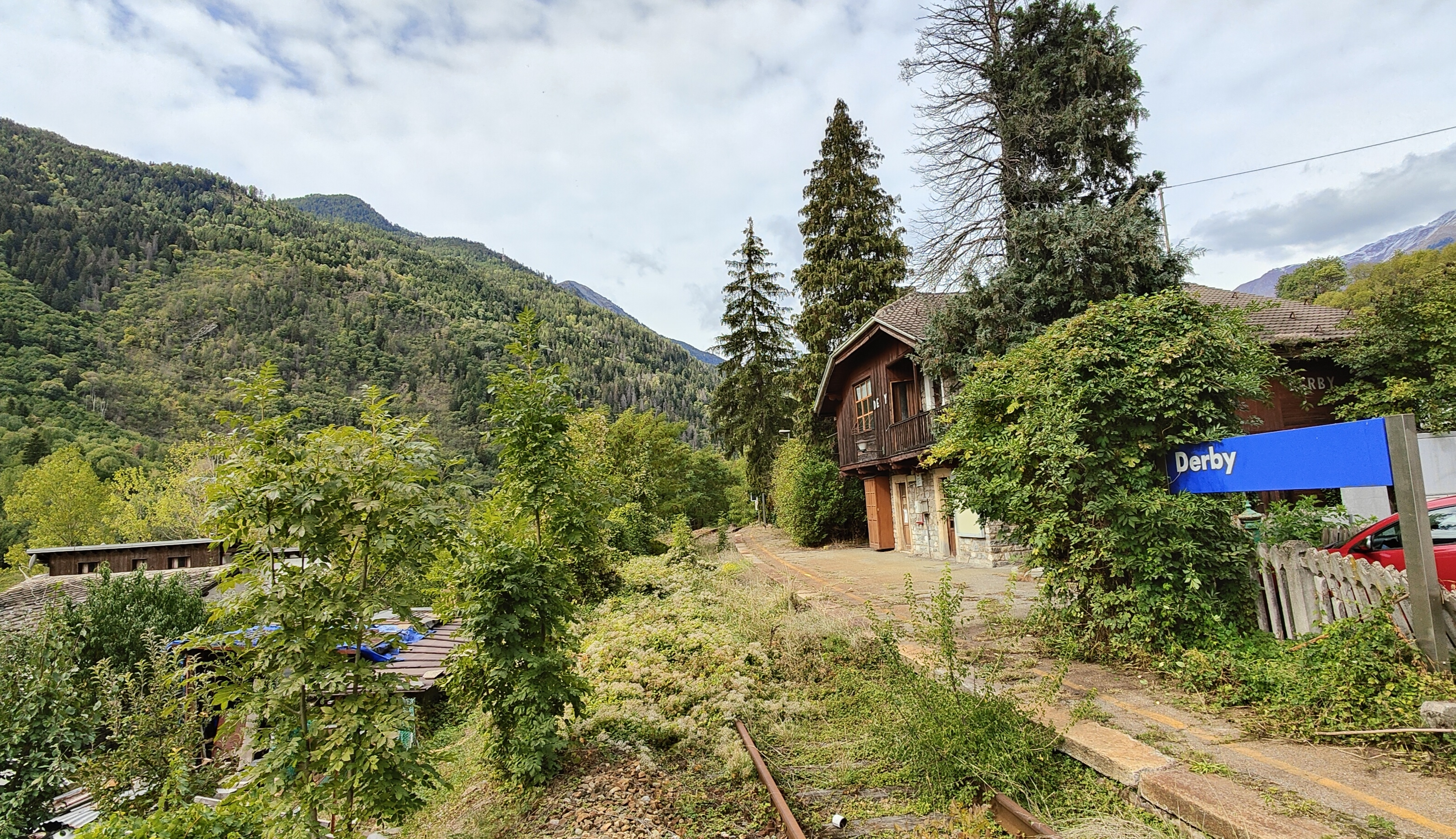
La stazione dismessa (settembre 2022).

## Caratteristiche e impianti
La trasformazione in fermata impresenziata avvenuta in conseguenza dei lavori condotti nel 1992 comportò il mantenimento di un unico binario di corsa.
Il fabbricato viaggiatori è una costruzione in legno e pietraviva il cui stile, come quelli degli altri edifici posti lungo la linea, si rifà alla Cascina l'Ôla di Introd, riprendendone materiali e morfemi. Cessate le necessità di presenziarlo ai fini del movimento, lo stesso è adibito ad abitazione privata.

## Movimento
Il servizio era costituito da treni regionali effettuati da Trenitalia nell'ambito del contratto di servizio stipulato con la Regione Valle d'Aosta.